# Partito Patria Amata
Il Partito Patria Amata (in spagnolo: Partido Patria Querida) è un partito politico paraguaiano di orientamento liberale conservatori e nazionalista liberale fondato nel 2001.

## Risultati elettorali
| Elezione | Elezione | Voti    | %     | Seggi   |
| -------- | -------- | ------- | ----- | ------- |
| 2003     | Camera   | 255 811 | 16,98 | 10 / 80 |
| 2003     | Senato   | 234 748 | 15,90 | 7 / 45  |
| 2008     | Camera   | 102 139 | 5,77  | 3 / 80  |
| 2008     | Senato   | 151 991 | 8,59  | 4 / 45  |
| 2013     | Camera   | 63 662  | 2,84  | 1 / 80  |
| 2013     | Senato   | 45 168  | 2,01  | 0 / 45  |
| 2018     | Camera   | 105 765 | 4,46  | 3 / 80  |
| 2018     | Senato   | 159 625 | 6,77  | 3 / 45  |